# Abacetus abacillus
Abacetus abacillus es una especie de escarabajo terrestre de la subfamilia Pterostichinae. Fue descrito por Kolbe en 1898. 
La especie se encuentra en África, distribuida en Etiopía y Zambia, y tiene dos taxones intraespecíficos Abacetus abacillus abacillus Kolbe, 1898 y Abacetus abacillus dollmanni Straneo, 1949. 